# Anna Bartkiewicz
Anna Bartkiewicz (Nieżurawska) – polska astronom, doktor habilitowany nauk fizycznych.

## Życiorys
W 2001 r. ukończyła studia astronomiczne na Uniwersytecie Mikołaja Kopernika w Toruniu, w 2007 r. obroniła pracę doktorską Interferometryczne badania promieniowania maserowego molekuł OH i CH3OH w obszarach powstawania gwiazd, której promotorem był prof. Marian Szymczak, w 2016 r. habilitowała się na podstawie rozprawy zatytułowanej Badania emisji maserowej metanolu w obszarach powstawania masywnych gwiazd ze szczególnym uwzględnieniem struktur pierścieniowych. 
Pracuje na stanowisku profesora uczelni w Instytucie Astronomii i prodziekana na Wydziale Fizyki, Astronomii i Informatyki Stosowanej Uniwersytetu Mikołaja Kopernika w Toruniu.